# Император Нинкэн
Император Нинкэн (яп. 仁賢天皇 нинкэн тэнно:) — 24-й император Японии, правивший с 4 февраля 488 по 9 сентября 498 года. Имена — Окэ, Осисима-но-ирацуко, Осу, Оси. Второе имя — Сима-но-ирацуко.